# Arben Bajraktaraj
Arben Bajraktaraj (Klinë, 29 gennaio 1973) è un attore kosovaro naturalizzato francese.

## Biografia
Ha iniziato la carriera con due ruoli minori nei film francesi La Mécanique des femmes di Jérôme de Missolz e Sky Fighters di Gérard Pirès. Nel 2007 ottiene il suo primo ruolo in un film internazionale, interpretando il Mangiamorte Antonin Dolohov in tre film della saga cinematografica di Harry Potter. Nel 2009 ha interpretato il boss albanese Marko nel thriller Io vi troverò con Liam Neeson.
Successivamente ha recitato in diversi film e serie televisive francesi.

## Filmografia

### Cinema
- La mécanique des femmes (2000)
- Glowing Eyes (2002)
- Au bout du quai (2004)
- Sky Fighters (2005)
- Harry Potter e l'Ordine della Fenice (2007)
- Eden Log (2007)
- Io vi troverò (2008)
- Les insoumis (2008)
- Verso (2009)
- Korkoro (2009)
- Uomini di Dio (2010)
- La chiave di Sara (2010)
- Harry Potter e i Doni della Morte - Parte 1 (2010)
- Polisse (2011)
- Le jour de la grenouille (2011)
- La chatte à deux têtes (2012)
- To Redemption (2012)
- La cité rose (2012)
- The Woman Who Brushed Off Her Tears (2012)
- La mante religieuse (2012)
- Man on Asphalt (2012)
- Mains armées (2012)
- Superstar (2012)
- L'uomo che ride (2012)
- Ballkoni (2013)
- Asphalt Playground (Titolo originale La Cité Rose) (2013)
- Josephine Single & Fabolous (2013)
- The Maneater (2014)
- Hero (2014)
- 419 (2014)
- The company (2015)
- Piper, regia di Anthony Waller (2023)

### Televisione
- Traffico di sesso - film TV (2004)
- Au bout du quai - film TV (2004)
- Ma vie au grand air - film TV (2013)
- Les bleus: premiers pas dans la police - serie TV, episodio 1x10 (2007)
- Sur le fil - serie TV, episodio 2x04 (2008)
- Flics - serie TV, episodio 1x04 (2008)
- Spiral - serie TV, episodi 3x03-3x12 (2010)
- Interpol - serie TV, episodio 2x03 (2011)
- Dix pour cent - serie TV, episodio 1x02 (2015)
- Missions - serieTV (2017)

### Cortometraggi
- L'avance (2009)
- Welcome to Hoxford: The Fan Film (2011)
- Heavy Sentimental (2012)
- Woman with No Name (2013)
- Chat (2013)
- L'interruption (2013)
- On/Off (2013)
- Ballkoni (2013)
- Lapsus (2013)
- Promeneuse (2014)
- Cong (2015)
- HannaH (2015)

## Riconoscimenti

### Premi
- 2015
  - Platinum Award come Best Actor in Ballkoni al CineRockom International Film Festival

### Nomination
- 2015
  - Best Actor in Lapsus al Los Angeles Independent Film Festival Awards
  - Best Actor in Hero al Los Angeles Independent Film Festival Awards
- 2014
  - Best Supporting Actor in Lapsus al FilmQuest Film Festival
- 2011
  - Best Fight in Harry Potter e i Doni della Morte - Parte 1 al MTV Movie Awards